# Пакканари, Никколо
Никколо Пакканари (итал. Niccolò Paccanari, лат. Nicolas Paccanari; 1786, Борго-Вальсугана — 1811, Рим) — итальянский священник, по имени которого члены Общества (конгрегации) Веры Иисуса получили название пакканаристов (paccanaristi). Считается основателем этого монашеского ордена в Италии.

## Биография
Был ремесленником, затем папским солдатом в Риме. После роспуска иезуитского ордена его воссозданию в Европе мешал успех Французской революции. В эмиграции французы распространяли весть, что изгнание святых отцов (иезуитов) из Франции было главной причиной Революции, что монархия не может без них держаться, что в иезуитах спасение европейской монархии. При королевских дворах возникло благоприятное расположение иезуитам. Именно в таких условиях Пакканари был, по предложению папы Пия VI, послан на встречу с эмигрантским «Обществом Пресвятого Сердца Иисуса» (Société du Sacré-Coeur), состоявшуюся в Хагенбруне 18 апреля 1799 года.
Будучи в Вене, Пакканари добился расположения чрезвычайно набожной эрц-герцогини Марии Анны Австрийской, сестры императора Франца II. Герцогиня сделала пожертвования в пользу восстанавливаемого общества «отцов веры». В Италии Пий VI утвердил новое общество в 1792 году и позволил его членам носить костюм иезуитов с добавкой небольшого духовного колета.
Благодаря покровительству герцогини, Пакканари был рукоположен в священники (1800) и получил церковь Сан-Сильвестро-аль-Квиринале.
В 1804 году Пакканари стали подозревать, что его посещения монашек были не только для молитвы, и римская инквизиция назначила следствие. По суду Пакканари был приговорён к пожизненному заключению, но был освобождён при занятии Рима французами. В 1811 году труп Пакканари выловили в Тибре, он умер от ударов кинжалом.